# 反唇舌唇兰
反唇舌唇兰（学名：Platanthera deflexilabella）为兰科舌唇兰属下的一个种。

## 扩展阅读
- 維基物種上的相關：反唇舌唇兰